# کالیسه اسپنسر
کالیسه اسپنسر (انگلیسی: Kaliese Spencer؛ زادهٔ ۶ مهٔ ۱۹۸۷) دونده اهل جامائیکا است.